# Línea 44 (S-Trein Lieja)
La línea 44 de S-Trein Lieja es una línea que une la estación de Waremme con la de Flémalle-Haute, ambas en la provincia de Lieja, pasando por Lieja.
Es la segunda línea en número de estaciones, distancia y duración de la red.

## Historia
Tras la implementación de la red S-Trein Bruselas, SNCB comenzó a trabajar en la extensión del sistema a otras ciudades belgas, entre las cuales se encuentra Lieja. Por ello, el 3 de septiembre de 2018, se inauguró la red, con 4 líneas iniciales. Entre ellas, se encuentra la línea .

## Correspondencias
- en Liège-Guillemins
- entre Liège-Guillemins y Flémalle-Haute
- en Liège-Guillemins

## Estaciones
|  |   |  | Estación              | Municipio             | Correspondencia                                             |  |
|  | - |  | --------------------- | --------------------- | ----------------------------------------------------------- |  |
|  | ■ |  | Landen                | Landen                | 21a 42 346 348                                              |  |
|  | ■ |  | Waremme               | Waremme               | 84                                                          |  |
|  | ■ |  | Bleret                | Waremme               |                                                             |  |
|  | ■ |  | Remicourt             | Remicourt             |                                                             |  |
|  | ■ |  | Momalle               | Fexhe-le-Haut-Clocher |                                                             |  |
|  | ■ |  | Fexhe-le-Haut-Clocher | Fexhe-le-Haut-Clocher |                                                             |  |
|  | ■ |  | Voroux                | Fexhe-le-Haut-Clocher |                                                             |  |
|  | ■ |  | Bierset-Awans         | Grâce-Hollogne        | 475                                                         |  |
|  | ■ |  | Ans                   | Ans                   | 87                                                          |  |
|  | ■ |  | Liège—Guillemins      | Lieja                 | 1 2 3 4 9 17 25 27 30 48 58 64 65 90 94 138 140 240 248 377 |  |
|  | ■ |  | Ougrée                | Seraing               | 9 25 27                                                     |  |
|  | ■ |  | Seraing               | Seraing               | 15 46 47                                                    |  |
|  | ■ |  | Flémalle-Haute        | Flémalle              |                                                             |  |

## Explotación de la línea

### Frecuencias
| Estaciones            | Lunes a viernes | Sábados, domingos y festivos |
| --------------------- | --------------- | ---------------------------- |
| Landen                | -               | 60 min                       |
| Waremme               | -               | 60 min                       |
| 60 min                | 60 min          |                              |
| 60 min                | 60 min          | Guillemins                   |
| 7:15 8:15 16:15 17:15 | -               |                              |
| 7:15 8:15 16:15 17:15 | -               | Flémalle                     |

### Horarios
| Estaciones | Tiempo | Tiempo | Tiempo |
| ---------- | ------ | ------ | ------ |
| Landen     | 0:10   | 0:42   | 0:59   |
| Waremme    | 0:10   | 0:42   | 0:59   |
| 0:16       |        | 0:42   | 0:59   |
| Voroux     |        | 0:42   | 0:59   |
| 0:16       |        | 0:42   | 0:59   |
| Guillemins |        | 0:42   | 0:59   |
| 0:08       | 0:17   |        | 0:59   |
| 0:08       | 0:17   | Ougrée | 0:59   |
| 0:09       | 0:17   |        | 0:59   |
| Flémalle   | 0:17   |        | 0:59   |

## Futuro
Por el momento no se prevén modificaciones en el servicio a futuro.